# Вест Тере Хоут (Индијана)
Вест Тере Хоут (енгл. West Terre Haute) град је у америчкој савезној држави Индијана.

## Демографија
По попису из 2010. године број становника је 2.236, што је 94 (-4,0%) становника мање него 2000. године.
| Група             | 2000.         | 2010.         |
| Белци             | 2.260 (97,0%) | 2.160 (96,6%) |
| Афроамериканци    | 1 (0,0%)      | 11 (0,5%)     |
| Азијати           | 11 (0,5%)     | 1 (0,0%)      |
| Хиспаноамериканци | 13 (0,6%)     | 29 (1,3%)     |
| Укупно            | 2.330         | 2.236         |